# Ицены
Ице́ны (лат. Iceni; икены, также ошибочно исены) — кельтское племя древней Британии, населявшее одну из юго-восточных областей острова (теперь Норфолк и Саффолк).
До римского вторжения в Британию 43 году н. э., власть на полуострове принадлежала многочисленным местным племенам. В процессе оккупации император преобразовал племена в цивитаты (civitates), что усиливало контроль над ними. Большая часть цивитатов являлась преемниками племён, но некоторые из них были созданы римлянами. Всего в Британии было 16 цивитатов: Атребаты, Белги, Бриганты, Деметы, Добунны, Думнонии, Дуротриги, Ицены, Катувеллауны, Карветы, Кантии, Кориелтаувы, Корновии, Парисы, Регнии и Силуры. Столицей иценов был город Вента Икенорум. Римское влияние осуществлялось и через внедрение собственных монет, однако его усиление стало причиной восстания 61 года.

## Восстание иценов

Примерная зона расселения иценов

Об иценах известно главным образом из рассказов Тацита и Диона Кассия об их восстании против римского владычества при Нероне. Археологически подтвердить их достоверность пока не удалось. Согласно римским авторам, поводом к восстанию послужили:
- разорение римскими легионами острова Мона, главного центра друидизма и очага кельтских национальных традиций;
- злоупотребления римских администраторов и ростовщиков (в том числе знаменитого Сенеки);
- оскорбления, нанесённые иценским правителям.

В 60 году умер правитель племени Прасутаг. Римляне объявили о присоединении к империи всех его владений. Вдова Прасутага Боудикка, когда её дочери были изнасилованы врагами, подняла восстание. Восставшие ицены и тринованты захватили Веруламий, Камулодун и Лондиний.
На стороне римлян выступил местный правитель Тиберий Клавдий Тогидубн. Паулин разгромил иценов и с крайней жестокостью подавил восстание. Царица покончила с собой. Полное поражение восставших решило судьбу южной части острова в пользу Рима.

## Правители иценов
- Кандуро
- Аесу
- Саему
- Антедий (уп. ок. 25 н. э.)

Присоединение к Римской империи (с 47 н. э.)
- Прасутаг (47 — 59/60)
- Боудикка, царица (59 — 61), восстала против Рима